# Кондратенко Лідія Олександрівна
Кондратенко Лідія Олександрівна (5 листопада 1934, Харків — 4 серпня 2016, Воронеж) — радянська і російська оперна співачка (меццо-сопрано), солістка Воронезького театру опери і балету, заслужена артистка РРФСР.
У 1953 році закінчила Харківську державну консерваторію (педагог — професор П. В. Голубєв), стажувалася у Большому театрі СРСР (1953—1955).
У 1955—1960 рр. працювала в Челябінському театрі опери та балету. З 1960 р — солістка Воронезького музичного театру, з 1968 — Воронезького театру опери і балету. У 1989—1998 рр. — педагог театру, в 1979—1993 рр. — філармонії. Автор книги «Співачка» (1997).
Виступала як концертна співачка.

## Театральні роботи
- Любаша — «Царська наречена», М. Римський-Корсаков
- Кончаківна — «Князь Ігор», О. Бородін,
- Кармен — «Кармен», Ж. Бізе
- Амнеріс — «Аїда», Дж. Верді